# DB Regio Stuttgart
DB Regio Stuttgart GmbH (2014-2016: Abellio Südwest GmbH, 2016-2021: Abellio Rail Baden-Württemberg GmbH, 2016-2025: SWEG Bahn Stuttgart GmbH) is voor 100% een dochteronderneming van DB Regio AG en is gevestigd in Stuttgart.
De spoorwegmaatschappij geëxploiteerd 8 regionale treindiensten rond Stuttgart in die zuidwestelijke bondsland Baden-Württemberg.
Eerder was de bedrijf een dochteronderneming van Abellio GmbH, dus een deel van Nederlandse Spoorwegen, en later van de Südwestdeutsche Landesverkehrs-GmbH (SWEG), de landelijke spoorbedrijf van Baden-Württemberg.

## Geschiedenis
Abellio Südwest GmbH ontstond eind augustus 2014 uit de op 2 mei 2003 in Frankfurt opgerichte NedBahnen Deutschland GmbH die sinds medio 2010 in Essen was gevestigd. Op 22 april 2015 verhuisde het bedrijf naar Berlijn en won eind 2015 de aanbesteding van de concessie Netz 1a - Neckartal onderdeel van het Stuttgarter Netz. De concessie ging van start in december 2019 en liep oorspronkelijk tot december 2032. Op 26 september 2016 verhuisde het bedrijf weer, maar nu naar Stuttgart en hernoemde zich naar Abellio Baden-Württemberg GmbH.
De onderneming verwachtte in 2016 rond de 250 man personeel nodig te hebben voor de exploitatie.
Toen Abellio in Duitsland failliet ging, werd de bedrijf op 1 januari 2022 door middel van een noodconcessie overgenomen door de Südwestdeutsche Landesverkehrs-GmbH (SWEG), de landelijk spoorbedrijf van Baden-Württemberg.
Na de faillissement van Abellio werd de concessie Netz 1a voor de tijd na de afloop van de noodconcessie opnieuw aanbesteed. In dit proces werd de concessie hernoemd in Netz 35c - Nordbaden-Oberschwaben. In april 2025 werd bekend, dat DB Regio AG de concessie heeft gewonnen. Op 1 augustus 2025 werd SWEG Bahn Stuttgart GmbH overgenomen van DB Regio en hernoemd in DB Regio Stuttgart GmbH. Het wordt verwacht, dat de bedrijf over enkele maanden wordt versmelt met zijn moederbedrijf DB Regio AG.
Met de opening van de nieuwe centraal station in Stuttgart als deel van het project Stuttgart 21 worden de concessies rond Stuttgart opnieuw opgezet. Meerdere lijnen uit concessie Netz 35c gaan naar andere concessies, terwijl er andere lijnen nieuw deel van de concessie zijn.

## Materieel
Medio 2016 heeft de onderneming bij Bombardier Transportation voor €215 miljoen 24 driedelige en 19 vijfdelige Talent 2-treinstellen besteld, met 163 respectievelijk 273 zitplaatsen. De koop ging volgens het zogenaamde Baden-Württemberg-Modell. Dit houdt in dat de treinen door de vervoerder worden gekocht, vervolgens weer worden verkocht aan de Landesansalt Schienenfahrzeuge Baden-Württemberg (Deelstaatbedrijf Treinmaterieel Baden-Württemberg, SFBW) en weer terug geleased. De treinen worden geverfd in de huisstijl bwegt van het OV-bureau Baden-Württemberg en met stopcontacten en Wi-Fi uitgerust. 
Nabij Pforzheim Hbf is er een depot voor de treinen van de bedrijf gebouwd.

## Verbindingen
De concessie 1a liep van december 2019 tot juli 2025, de nieuwe concessie Netz 35c loopt van augustus 2025 tot september 2032. De concessie bestaat uit zowel Regional-Express- (RE) en Regionalbahn-lijnen (RB), sinds december 2022 ook uit Metropol-Express-lijnen (MEX), en tot december 2024 ook een Interregio-Express-lijn (IRE).
| Lijn           | Route | Dienstregeling   | Opmerking |
| -------------- | --- | ---------------- | --- |
| RE6            | Tübingen – Reutlingen – Stuttgart | elke 120 minuten | t/m december 2024 Interregio-Express (IRE); uursdienst in combinatie met RE6-dieseltreinen Stuttgart-Aulendorf uit concessie Netz 5.                                                                  |
| RE10a          | Heilbronn – Bad Friedrichshall – Mosbach-Neckarelz – Eberbach – Neckargemünd – Heidelberg – Mannheim                                                                                           | elke 120 minuten | uursdienst met RE10b |
| RE10b          | Heilbronn – Bad Friedrichshall – Sinsheim – Meckesheim – Neckargemünd – Heidelberg – Mannheim                                                                                                  | elke 120 minuten | uursdienst met RE10a |
| MEX12          | Tübingen – Reutlingen – Esslingen – Stuttgart – Ludwigsburg – Bietigheim-Bissingen – Heilbronn                                                                                                 | elke 60 minuten  | t/m december 2022: RE12; ongeveer 30-minuten-dienst met MEX18 |
| MEX17a         | Stuttgart – Ludwigsburg – Bietigheim-Bissingen – Vaihingen (Enz) – Mühlacker – Pforzheim (– Wilferdingen-Singen – Karlsruhe) (enkele treinen:) – Pforzheim – Bad Wildbad                       | elke 30 minuten  | tussen Stuttgart en Mühlacker elke 60 minuten vleugeltrein met MEX17c; t/m december 2022: RB17a; alleen enkele spitstreinen van/naar Karlsruhe, alleen excursietreinen op Zondag van/naar Bad Wildbad |
| MEX17c (RB17c) | Stuttgart – Ludwigsburg – Bietigheim-Bissingen – Vaihingen (Enz) – Mühlacker – Bretten – Bruchsal                                                                                              | elke 60 minuten  | tussen Stuttgart en Mühlacker vleugeltrein met MEX17a; enkele spitstreinen tussen Bruchsal, Bretten en Mühlacker als RB17c; t/m december 2022: alle treinen als RB17c                                 |
| MEX18          | Tübingen – Reutlingen – Esslingen – Stuttgart – Ludwigsburg – Bietigheim-Bissingen – Heilbronn – Bad Friedrichshall – Möckmühl – Osterburken (enkele treinen:) … – Heilbronn – Öhringen-Cappel | elke 60 minuten  | t/m december 2022: RB18; ongeveer 30-minuten-dienst met MEX12 tussen Tübingen en Heilbronn; alleen enkele spitstreinen van/naar Öhringen                                                              |
| RE71           | Mühlacker – Bretten – Bruchsal – Wiesloch-Walldorf – Heidelberg | elke 120 minuten | t/m december 2024: RE17b |

### Lijnen na opening Stuttgart 21
Na de opening van Stuttgart 21 rond 2027 zal de concessie Netz 35c uit de volgende lijnen bestaan:
- RE 10 Mannheim – Heidelberg – Sinsheim – Heilbronn
- RE 12 Mannheim – Heidelberg – Mosbach-Neckarelz – Heilbronn
- RE 71 Heidelberg – Bruchsal – Bretten – Mühlacker
- MEX 48 Stuttgart-Vaihingen – Eutingen im Gäu – Freudenstadt
- RB 71 Bruchsal – Bretten – Mühlacker
- RB 85 Würzburg – Lauda – Osterburken
- RB 86 Heilbronn – Osterburken
- RS 2 Ulm – Biberach (Riß)
- RS 21 Ulm – Laupheim Stadt – Biberach (Riß) (– Aulendorf)